# Eugenio Mendoza Jara
Eugenio Mendoza Jara fue un sacerdote y político peruano. Fue Obispo del Cusco entre 1844 y 1854.
Se ordenó como sacerdote en 1803. Fue miembro del Congreso General Constituyente de 1827 por la provincia de Tinta. Dicho congreso constituyente fue el que elaboró la segunda constitución política del país.  Ello a pesar de que era conocido defensor del régimen colonial y enemigo de la república.
Fue elegido por la provincia de Tinta como miembro de la Convención Nacional de 1833 que expidió la Constitución Política de la República Peruana de 1834, la cuarta de la historia del país.  
El 9 de junio de 1836 fue seleccionado para ocupar el cargo vacante de Obispo del Cusco. Esta selección fue confirmada el 17 de septiembre de 1838. El 4 de agosto de 1844 fue ordenado obispo por el obispo Francisco Xavier de Luna Pizarro y el 1 de agosto de 1845 se instaló en su sede. Ocupó el cargo de obispo del Cusco por 10 años hasta su muerte el 18 de agosto de 1854. Fue enterrado en la cripta de la Catedral del Cuzco.